# 련광정
련광정(練光亭, 표준어: 연광정)은 조선민주주의인민공화국 평양직할시 중구역에 있는 조선 시대의 건축물이다. 대동문 근처에 위치하고 대동강에 접한 절벽 위에 지어져 있다. 관서팔경의 하나로 꼽히며 예부터 경승지로서 알려져 있다.

## 개요
대동강을 바라보는 이 곳에 최초로 누각이 지어진 것은 고려 시대인 1111년으로 당시에는 산수정(山水亭)으로 이름 붙여졌다. 여러 번의 재건을 거쳐 현존하는 것은 1670년에 지어진 것이다.
고려의 고명한 시인 김황원이 여기에서 바라보는 풍경의 아름다움을 노래하기 위해 온종일 시를 가다듬었지만 만족할만한 작품을 만들지 못해 울면서 떠났다는 일화가 남아 있다. 임진왜란 때에는 련광정에서 일본군 장수 고니시 유키나가와 명나라 장수 심유경이 이곳에서 회담을 했다. 1609년에는 사신으로서 방문한 명나라의 서화가 주지번이 '천하제일강산(天下第一江山)'이라고 쓴 현판을 내걸었다.

## 같이 보기
- 평양성 (고구려)
- 관서팔경